# 弗里德尔斯海姆
弗里德尔斯海姆是德国莱茵兰-普法尔茨州的一个市镇。总面积4.16平方公里，总人口1457人，其中男性714人，女性743人（2011年12月31日），人口密度350人/平方公里。